# Pol (electricitat)
Els pols elèctrics són els pols que hi han en les piles o bateries elèctriques les quals proporcionen l'energia que cal per a funcionar una bombeta, un timbre…

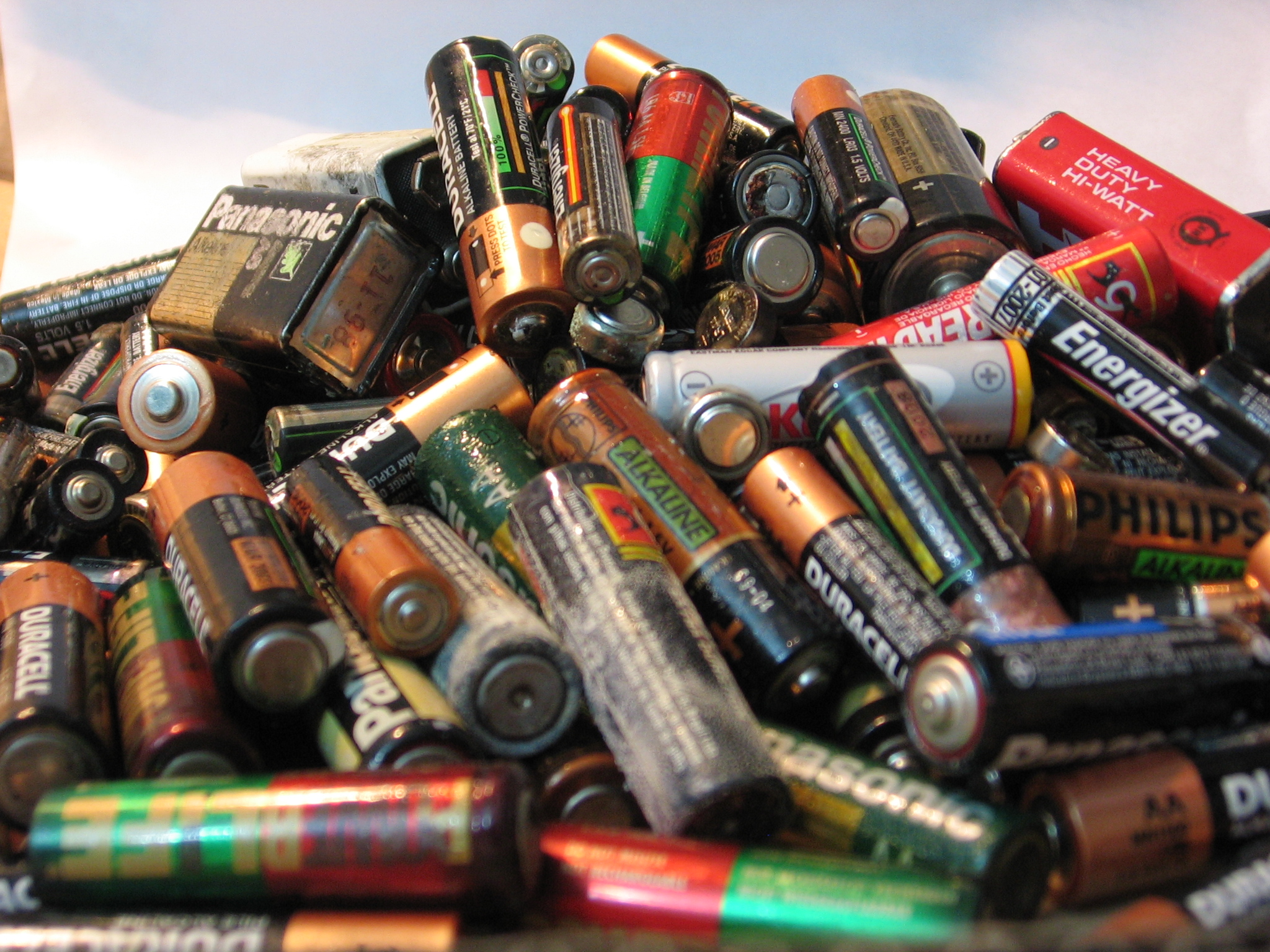
Piles elèctriques usades.

Les piles normalment tenen dos pols: el pol negatiu i el pol positiu. Tradicionalment es considerava (i es continua considerant així) que el corrent elèctric està fet de càrregues positives que es mouen del pol positiu al pol negatiu. En realitat el que es mou en els conductors metàl·lics són electrons (negatius elèctricament) en el sentit oposat al que considerem de les càrregues positives, per tant, el pol negatiu envia els electrons al pol positiu. Els electrons passen per uns cables, anomenats conductors en altres termes, i arriben al receptor, el qual emet llum si és una bombeta o soroll si és un timbre, etc.

## Tipus de corrents
El corrent continu és un tipus de corrent que no canvia la posició dels pols en cap moment. En un circuit amb un generador de corrent continu, les càrregues negatives surten del pol negatiu i retornen amb menys energia al pol positiu. El recorregut és sempre en el mateix sentit. Un exemple d'això pot ser una pila o bateria elèctrica.
El corrent altern és el corrent que canvia la posició dels pols contínuament. Al continent europeu, el corrent altern canvia la posició 50 vegades per segon, i en el continent americà, 60 vegades per segon. Aquesta magnitud s'anomena freqüència i es mesura en hertz (Hz). Un exemple d'això podria ser un endoll domèstic.